# Domingos de Saldanha Oliveira e Daun
Domingos de Saldanha Oliveira e Daun, filho do 1º Conde de Rio Maior e de Maria Amélia Oliveira e Daun, filha do 1º Marquês de Pombal e de sua segunda mulher, Maria Leonor Ernestina Daun, e irmão do 1º Duque de Saldanha, nasceu em Lisboa, na antiga freguesia de São José, a 3 de Setembro de 1800 e morreu em Angola a 21 de Agosto de 1836.
Foi governador de Angola, no ano de 1836.